# Альто (Техас)
Альто (англ. Alto) — місто (англ. town) в США, в окрузі Черокі штату Техас. Населення — 1027 осіб (2020).

## Географія
Альто розташоване за координатами 31°39′4″ пн. ш. 95°4′15″ зх. д. / 31.65111° пн. ш. 95.07083° зх. д. (31.650982, -95.070785).  За даними Бюро перепису населення США у 2010 році місто мало площу 4,42 км², уся площа — суходіл.

## Демографія
Згідно з переписом 2010 року, у місті мешкало 1225 осіб у 470 домогосподарствах у складі 305 родин. Густота населення становила 277 осіб/км².  Було 546 помешкань (124/км²).
Расовий склад населення:
| - 62,7 % — білих - 24,7 % — чорних або афроамериканців - 0,1 % — азіатів - 10,4 % — осіб інших рас |

До двох чи більше рас належало 2,1 %. Частка іспаномовних становила 20,9 % від усіх жителів.
За віковим діапазоном населення розподілялося таким чином: 24,7 % — особи молодші 18 років, 55,5 % — особи у віці 18—64 років, 19,8 % — особи у віці 65 років та старші. Медіана віку мешканця становила 38,8 року. На 100 осіб жіночої статі у місті припадало 92,0 чоловіків;  на 100 жінок у віці від 18 років та старших — 88,8 чоловіків також старших 18 років.
Середній дохід на одне домашнє господарство  становив 36 219 доларів США (медіана — 17 670), а середній дохід на одну сім'ю — 40 778 доларів (медіана — 23 600). За межею бідності перебувало 45,6 % осіб, у тому числі 66,6 % дітей у віці до 18 років та 33,1 % осіб у віці 65 років та старших.
Цивільне працевлаштоване населення становило 442 особи. Основні галузі зайнятості: освіта, охорона здоров'я та соціальна допомога — 41,6 %, виробництво — 11,8 %, мистецтво, розваги та відпочинок — 11,5 %.